# 青水镇
青水镇，是中华人民共和国陕西省汉中市镇巴县下辖的一个乡镇级行政单位。

## 行政区划
青水镇下辖以下地区：
营盘村、朱家岭村、郭坪村、古路村、向家坪村、仁和村、皮窝铺村、黄草梁村、大楮村和丁木坝村。